# Пап, Павле

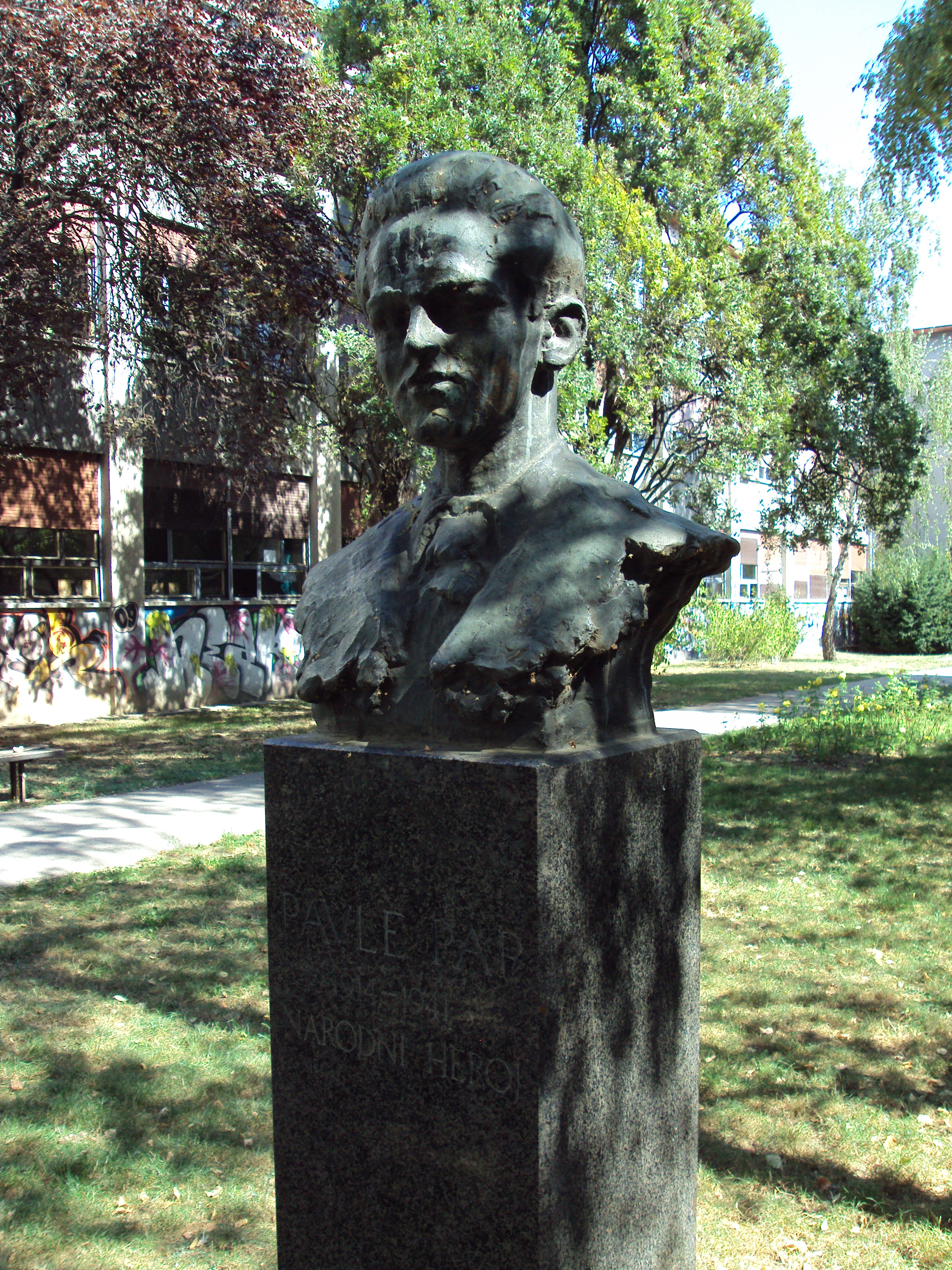
Памятник Павле Папу в Загребе

Павле «Шиля» Пап (серб. Павле "Шиља" Пап; 9 января 1914, Перлез — 15 августа 1941, Скрадин) — югославский студент-медик еврейского происхождения, партизан времён Народно-освободительной войны Югославии. Народный герой Югославии.

## Биография
Родился 9 января 1914 в посёлке Перлез близ Велики-Бечкерека. Окончил еврейскую школу Нови-Сада и государственную мужскую гимназию. С 1932 года член Союза коммунистической молодёжи Югославии. Учился на медицинском факультете Белградского университета, входил в студенческий совет университета и в управление Содружества югославских медиков. В декабре 1933 участвовал в акциях протеста против суда над Георги Димитровым в Германии, в том же году принят в коммунистическую партию.
В начале 1934 года Павле начал издавать журнал «Медицинар», в феврале вошёл в состав Белградского комитета СКМЮ, в марте принят в состав Сербского отделения СКМЮ под руководством Благое Паровича. По его инициативе начал печать и распространение журнала «Млади комунист», основного печатного издания Союза коммунистической молодёжи Югославии. 9 июля 1934 арестован, 29 декабря приговорён к трём годам тюрьмы (отбывал наказание в Сремске-Митровице). После освобождения 9 июля 1937 перебрался в Воеводину, где вместе с Жарко Зренянином продолжил деятельности компартии. Состоял в ЦК СКМЮ.
19 июня 1938 Пап перешёл на нелегальное положение, был заочно осуждён 17 ноября 1938 на 15 лет тюрьмы. Летом и осенью скрывался на территории Воеводины, а в конце ноября переехал в Загреб. В обстановке строжайшей секретности Павле работал в центральном партийном техническом отделе в Загребе, применяя все свои знания и распространяя листовки и литературу по всей территории страны. На V всеземельной конференции КПЮ в октябре 1940 года он был избран в ЦК КПЮ, работая инструктором в загребской партийной организации и руководя техническим отделом. Летом 1940 года слушал основные курсы в Макарске и высшие партийные курсы в Загребе.
После оккупации страны в апреле 1941 года Павле вошёл в состав партизанского подполья Загреба. Он организовал закупку оружия и медикаментов, занялся диверсиями и саботажем. В июле 1941 года им был убит полицейский агент Тильк. По директиве ЦК КПЮ в начале августа 1941 года Пап отправился в Далмацию на помощь местным партизанам. Выполнив задание по организации отрядов в Сплите и Шибенике, Пап отправился к Затону и Водице, а затем оттуда в Буковицу. В ночь с 14 на 15 августа 1941 из-за предательства проводника Павле попал в плен к итальянцам. У него были обнаружены документы на имя Векослава Магдалинича, и настоящее имя он не назвал им. Его приговорили к расстрелу и приговор привели 15 августа. Перед расстрелом Павле крикнул:

Идите к своему Муссолини и расскажите ему, как умирают коммунисты. Да здравствует свобода!

Посмертно Павле Пап был награждён Орденом Народного героя 5 июля 1951.